# Pont de Cavaloca
El Pont de Cavaloca és una obra de Cabassers (Priorat) inclosa a l'Inventari del Patrimoni Arquitectònic de Catalunya.

## Descripció
Pont d'un sol ull, sobre el barranc de Cavaloques, de tres metres d'amplada i bastit amb pedra lligada amb morter de calç, malgrat que la volta sembla sostenir-se únicament per la pressió de les pedres de la volta. El pont és mancat de baranes i d'empedrat. L'arcada, apuntada, pren bon suport als costats rocosos.

## Història
L'època de construcció és incerta. El pont forma part del camí de bast de Cabassers a la Vilella Baix, apartat de la ruta del camí ral, sobre el que hi ha el pont de Cabassers, de tal manera que la connexió entre ambdues construccions sembla remota.
Avui el camí és pràcticament abandonat, com el pont, situat en un paratge d'una gran bellesa, avui malmès pel foc.